# أزواد
أزواد هو الإقليم الذي أعلنته الحركة الوطنية لتحرير أزواد  كدولة مستقلة في 6 أبريل 2012 عن دولة مالي بعد أن قادت ثورة الطوارق عام 2012 التي تمثل الثورة الرابعة للطوارق ضد الدولة المالية، ولكن لم تحظ الدولة الوليدة بالاعتراف الدولي الذي تكلفه الأمم المتحدة من خلال حق تقرير المصير.

## أصل التسمية
اسم أزواد اسم عريق ويعني في لغة الطوارق (تماشق) «الحوض»، أي المنطقة التي تكون جغرافيا أخفض في الوسط من الأطراف. وقد كان الاسم معروفا في الخرائط الأولى للصحراء الكبرى، التي رسمها الرحالة المسلمون والأوروبيون قبل الاستعمار بفترة طويلة. وقد اُستخدم اسم أزواد في كل ثورات الطوارق ضد مالي منذ عام 1962م.

## التاريخ

### سلطنات الطوارق
بسطت سلطنات الطوارق نفوذها على معظم أراضي إقليم أزواد الحالية قرون عديدة قبل قدوم القوات الاستعمارية الفرنسية في أواخر القرن التاسع عشر الميلادي، والتي جوبهت بمقاومة شرسة من قبل الطوارق، وتمكن الفرنسيون من قمع مقاومة الطوارق بفضل أسلحتهم الحديثة مقابل سيوف الطوارق ورماحهم، وهكذا سيطر الفرنسيون على الإقليم وأصبح ضمن المستعمرات الفرنسية. وسلطنتا كل آضاغ وإوليميدن كل أترام هما السلطنتان الطارقيتان اللتان سيطرتا على أغلب مناطق أزواد.

#### سلطنة كل آضاغ
تقع السلطنة في جبال أدرار إيفوغاس.

#### سلطنة إوليميدن كل أترام
يقع مركز السلطنة في بلدة منكا، وتغطي منطقة منحنى نهر النيجر كلها.

### الحكم الفرنسي
عندما علم الأزاوديون في أربعينيات القرن العشرين أن الإدارة الاستعمارية الفرنسية كانت تنوي إلحاق أزواد بمستعمرة السودان الفرنسي، والتي أصبحث لاحقاً في عام 1960م جمهورية مالي، أرسل قادة وأعيان وعلماء كل مكونات الشعب الأزوادي خلال عامي 1957م و1958م رسائل إلى الرئيس الفرنسي آنذاك الجنرال ديغول طالبوا فيها بإقامة دولة أزواد المستقلة بعيداً عن مالي، ولكن لم تستجب فرنسا لمطالب الأزواديين في حقهم الشرعي في نيل استقلالهم، وهكذا ضُم أزواد لمجمهورية مالي.

### الحكم المالي
تعرض الشعب الأزوادي - تحديداً الطوارق والعرب - لما يزيد عن 50 عاماً من التهميش، والاضطهاد، والإبادات الجماعية، وذلك منذ استقلال جمهورية مالي عن فرنسا عام 1960م. ففي عهد موديبوكيتا أول رئيس مالي سعت الحكومة المالية لتطبيق الاشتراكية، حيث أرسلت جنودها لإحصاء مواشي الطوارق والعرب في إقليم أزواد شمال البلاد، تحت غطاء حقن المواشي بدواء صيني، فصدق البدو ذلك على طيبتهم، لكن الجنود في الواقع كانوا يختمون على المواشي باعتبار أنها صارت من أملاك الدولة، وكان الجنود أيضاً في تجوالهم ينهبون الخيام ويمدون أيديهم على أموال الناس، وشعر سكان الصحراء من الطوارق والعرب بنوايا الحكومة، وأنهم خرجوا من استعمار أبيض ليحل محله استعمار أسود، لذلك قاموا بأول ثورة لهم ضد مالي وهي ثورة كيدال 1962م، وقوبلت الثورة بالقمع الوحشي من قبل الجيش المالي، الذي هاجم المخيمات وبدأ يقتل الناس كباراً وصغاراً، واستولى على مواشي الطوارق وسمم آبارهم، وراتكب النقيب ديبي أسوأ ما يمكن أن يرتكبه إنسان ضد أخيه الإنسان. ولم تستطع مالي أن تخمد الثورة إلا بمساعدة المغرب والجزائر اللتان سلمتا 35 رجلاً من قادة الثورة إليها. لتفرض مالي بعد ذلك حكماً عسكرياً على مناطق الطوارق بعد الثورة. ومع استمرار تهميش الحكومة المالية لإقليم أزواد، وغياب أبسط مقومات الحياة، أُجبر الطوارق على الثورة مجدداً مطالبين بحقهم المشروع في التنمية والتمثيل السياسي، لذلك قاموا بثورتهم الثانية والتي بدأت عام 1990م وانتهت عام 1996م بحل الحركات الطارقية الثائرة بفعل الضغوط الدولية والإقليمية، وقد ارتكب الجيش المالي خلالها العديد من الجرائم بحق المدنيين الطوارق العزل. وبعد تعنت مالي في تنفيذ كل الاتفاقيات المبرمة بينها وبين الحركات الأزوادية، قام الطوارق بقيادة إبراهيم أغ بهنقا بثورتهم الثالثة والتي بدأت عام 2006م وانتهت عام 2009م، وقام خلالها الثوار بهجمات على ثكنات عسكرية للجيش المالي وأسر عدد من جنوده.

## ثورة الطوارق 2012م

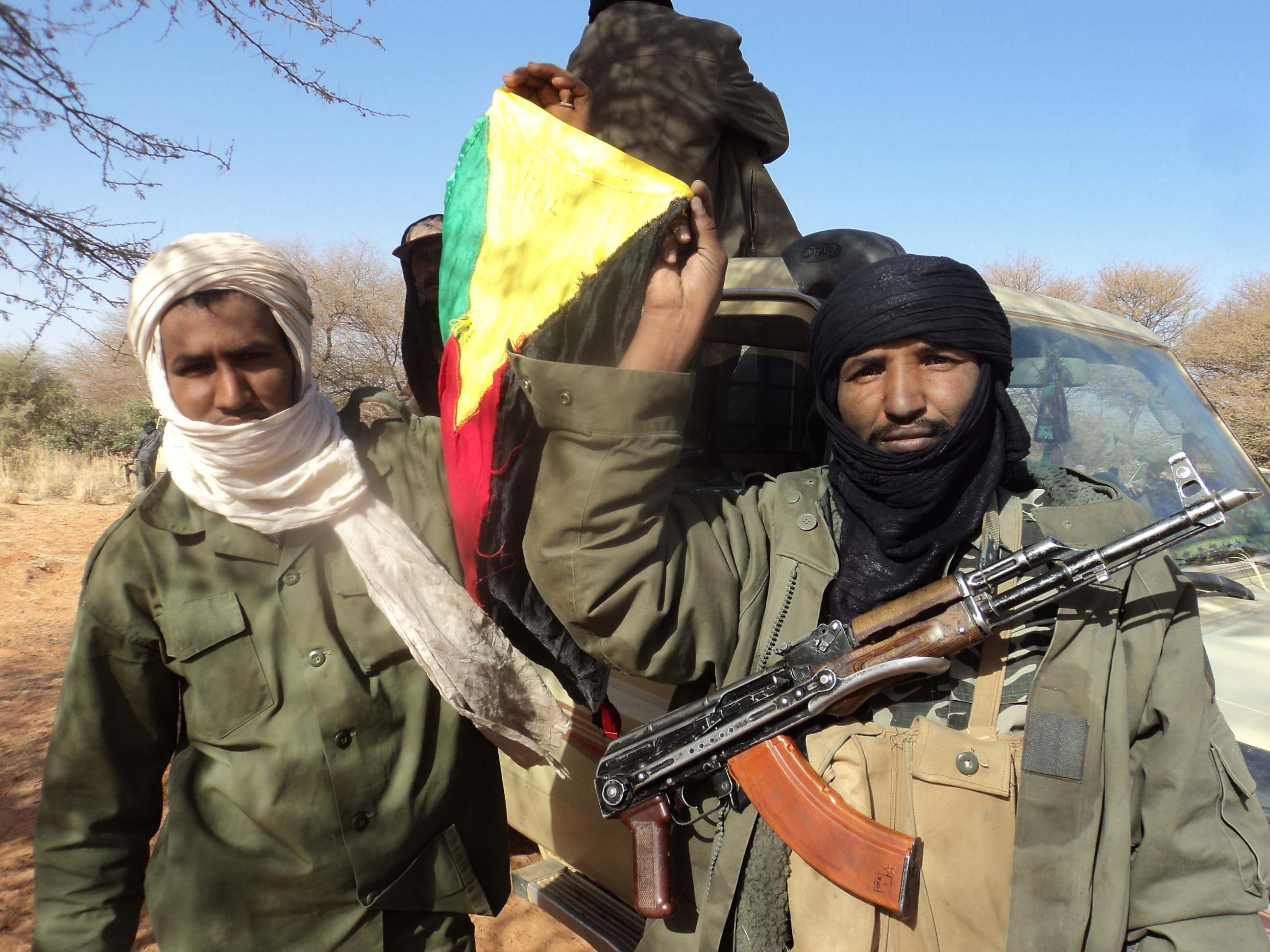
أفراد من الحركة الوطنية لتحرير أزواد.

تم تأسيس الحركة الوطنية لتحرير أزواد في مدينة تمبكتو في الأول من نوفمبر 2010م. وبعد عودة آلاف الطوارق الذين كانوا يقاتلون ضمن جيش الليبي إلى أزواد وبحوزتهم أسلحة ثقيلة بعد سقوط نظام العقيد الراحل معمر القذافي عام 2011م، انضموا للحركة الوطنية لتحرير أزواد. وفي يناير 2012م بدأت الحركة الوطنية لتحرير أزواد هجوماً استغرق أسابيع على مدن تساليت وأجلهوك ومنكا في شمال شرقي أزواد قرب الحدود مع الجزائر، وبعد قيام النقيب أمادو سانوغو بانقلاب عسكري أطاح بالرئيس أمادو توماني برفقة ضباط آخرين متوسطي الرتب، استثمرت الحركة الوطنية لتحرير أزواد حالة الفوضى التي نتجت عن الانقلاب لتبدأ الفصل الأخير من ثالث ثورة كبيرة في تاريخ الطوارق، وقد أفضى في غضون أيام إلى تحريرها مناطق كيدال وتمبكتو وغاو. غير أن جماعات أرهابية مسلحة مدعومة من قبل مخابرات بعض دول الجوار، مثل حركة التوحيد والجهاد في غرب أفريقيا استغلت بدورها الوضع، وباتت تشارك في السيطرة على مدن رئيسة مثل تمبكتو وغاو.
بعد ثورة الطوارق عام 2012، حاولت الجزائر توحيد الفاعلين الماليين لتأمين حدودها مع مالي من خلال إجراء حوارات بدأت في عام 2013، وانتهت بتوقيع اتفاق السلام، لكن المجلس العسكري في مالي أنهى اتفاق السلام مع الطوارق، والذي يعود تاريخه إلى عام 2015. توقع البعض أن تزيد هذه الخطوة من اضطراب البلاد المنطقة، حيث شهدت تصاعد التوترات بين السلطات المركزية والطوارق في الشمال بعد تعزيز الجيش لسلطته والتعاون مع مجموعة فاغنر الروسية وطرد القوات الفرنسية والأمم المتحدة. يعود السبب وراء انهيار الاتفاق إلى عدم التزام بعض الموقعين بتعهداتهم والأعمال العدائية التي قامت بها الجزائر، الوسيط الرئيسي في الاتفاق.

## إعلان الحركة الوطنية لتحرير أزواد الاستقلال

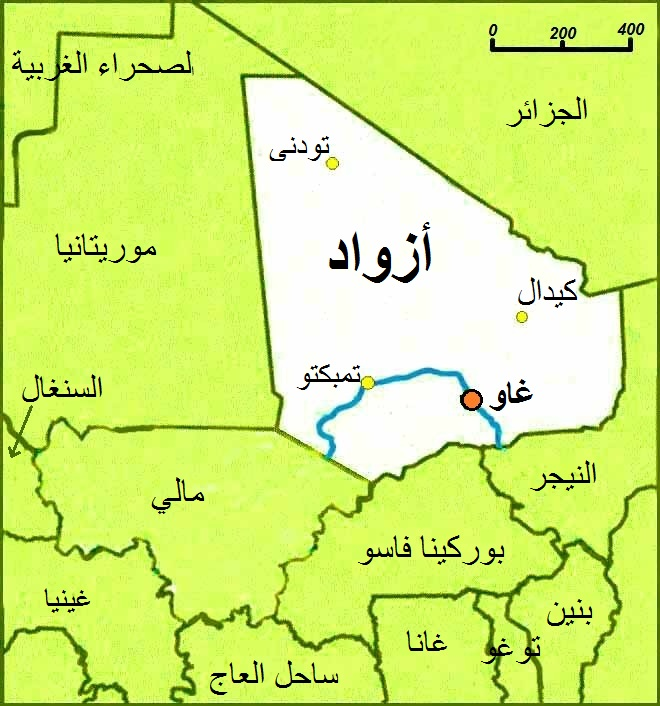
خارطة دولة أزواد المستقلة.

أعلنت الحركة الوطنية لتحرير أزواد في 6 أبريل 2012م استقلال أزواد، وأكدت اعترافها بحدود دول الجوار، ورغبتها في الانخراط بميثاق الأمم المتحدة، وتعهدت بالعمل على توفير الأمن، والشروع في بناء مؤسسات تتوج بدستور ديمقراطي لدولة أزواد المستقلة، لكن الإعلان قوبل بالرفض الدولي والإقليمي دون أي مراعاة لحق تقرير المصير الذي تكلفه الأمم المتحدة، وفقاً للمادة 1 في ميثاق الأمم المتحدة: «تساوي الشعوب في الحقوق وحقُّها في تقرير المصير».

## التدخل الفرنسي في أزواد
بعد سيطرة الجماعات الإرهابية المدعومة من مخابرات بعض دول الجوار، مثل أنصار الدين، وحركة التوحيد والجهاد في غرب أفريقيا على بعض المدن في إقليم أزواد، وخوف الحكومة المالية من تقدمها نحو العاصمة باماكو، طلبت الحكومة المالية من فرنسا التدخل العسكري لمنع الأزواديين من نيل استقلالهم ، لتنشر فرنسا قوات ضمن ما أطلقت عليه اسم «عملية سيرفال أو القط المتوحش» في 11 يناير 2013م، وهكذا شنت الطائرات الفرنسية ميراج ورافال المقاتلة ضربات جوية طالت حزاماً واسعاً من معاقل الإرهابيين، يمتد من غاو ويمر بكيدال في شمال شرق أزواد، بالقرب من الحدود مع الجزائر، ويصل بلدة ليرا في الغرب بالقرب من الحدود مع موريتانيا ، وفي غضون أقل من شهر منذ بدء التدخل تمكنت القوات الفرنسية من السيطرة على مناطق أزواد الثلاث كيدال، وغاو، وتمبكتو  ، ولا يزال التدخل العسكري الفرنسي مستمراً في أزواد.

## الجغرافيا

### المساحة والحدود
يغطي إقليم أزواد مساحة تبلغ 932,490 كم2 ، وتحده الجزائر من الشمال والشمال الشرقي، وموريتانيا من الشمال والشمال الغربي والغرب، والنيجر من الشرق والجنوب الشرقي، ومالي من الجنوب والجنوب الغربي، وبوركينافاسو من الجنوب.

### المناخ والتضاريس
يعد مناخ أزواد صحراوي أو شبه صحراوي. وجاء في تقرير لرويترز عن تضاريس أزواد أن: «معظم أراضيه تشكل جزءاً من الصحراء الكبرى القاسية: صخور وكثبان رملية وغبار يظهر عند تغيير المسارات». وقد كان أزواد في حقبة 6500 سنة ق.م عبارة عن أراض تحتوي 90 ألف كم2 من أحواض البحيرات والمستنقعات. ويُعتقد أن تينبكتو الحالية كانت غارقة بالكامل في ذلك الوقت. وفي الأجزاء الداخلية من أزواد كانت هناك بحيرات ضخمة كانت ممتلئة جزئياً من مياه الأمطار، وجزئياً من المياه الجوفية. وكانت البحيرات والجداول الموسمية ترتوي من فيضان نهر النيجر. وقد كان فيضان نهر النيجر السنوي يتوزع عبر أزواد عن طريق شبكة من قنوات قديمة موزعة على مساحة 130 في 180 كيلومتراً. وأشهر تلك القنوات القديمة هو الوادي الأحمر حيث كان بعرض 1200 متر في نهايته الجنوبية عند منحنى النيجر ثم ينعطف مسافة من 70 إلى 100 كم نحو الشمال.

## السكان واللغات

### السكان
يمثل الطوارق، والعرب، والسونغاي، والفولان القوميات التي تشكل المجتمع الأزوادي. وقد عاشت هذه القوميات تاريخيا في تناغم سوياً. وقد عمقت الروابط التاريخية، والثقافية، والاجتماعية المشتركة بينها حس الانتماء لأزواد. ويقدر تعداد سكان أزواد بثلاثة ملايين نسمة، نصفهم يعيشون في المنفى. ونتيجة للاضطهاد أجبر الطوارق والعرب، الذين يشكلون نحو 60 في المئة من السكان، على النزوح من الإقليم إلى الدول المجاورة. كذلك دفعت سياسات التهميش التي انتهجتها الحكومية المالية، التي أدت إلى انعدام التنمية، مئات الألوف من الأزواديين إلى مغادرة أرضهم والهجرة إلى جنوب البلاد أو إلى الدول المجاورة. ويشكل الطوارق والعرب غالبية السكان، بينما توجد القوميات الأخرى بشكل رئيس في المناطق الحضرية. وبينما قدرت الإدارة الاستعمارية الفرنسية تعداد الطوارق في أزواد عام 1960م بحوالي 500,000 نسمة، أشار إحصاء السكان في مالي عام 1998م إلى أقل من 400,000 من الطوارق. كيف يمكن علمياً تفسير انخفاض سكاني كهذا، فمالي تشهد واحداً من أعلى معدلات النمو السكاني في إفريقيا، إذ أن تعداد سكان مالي ازداد من 3 ملايين في عام 1960م إلى 15 مليون عام 2010م.

### اللغات
- تماشق: يتحدث بها الطوارق.
- الحسانية: يتحدث بها العرب.
- لغة السونغاي: يتحدث بها السونغاي.
- الفولانية: يتحدث بها الفولان.

## الاقتصاد

### الأنشطة الاقتصادية
تمثل تربية الماشية، والزراعة، والتجارة الأنشطة الاقتصادية الأساسية في إقليم أزواد. ولطالما سعت مالي للتقليل من الإمكانيات الاقتصادية لإقليم أزواد، وزعمت بأن الرعي، الركيزة الأهم لاقتصاد الإقليم، غير منتج، ولكن الواقع يقول خلاف ذلك، فأزواد كان دائماً المُصدر لأنواع اللحوم إلى مناطق مالي الجنوبية والدول المجاورة.

### الثروات الطبيعية
الاحتياطيات النفطية الممكنة في أزواد قد جذبت اهتمام المسثمرين منذ زمن بعيد. فهذه الاحتياطيات الممكنة قد وثقّت منذ السبعينيات بشكل متقطع، وقد كشفت عمليات التنقيب دلائل محتملة لوجود النفط. أزواد قد يزود طريق نقل استراتيجي للنفط والغاز من دول إفريقيا جنوب الصحراء للتصدير إلى العالم الغربي، وهناك احتمالية لربط حوض تودني بالسوق الأوروبي من خلال الجزائر. وقد بدأ العمل بالفعل لإعادة تقدير البيانات الجيولوجية والجيوفيزيائية المجمعة، مع التركيز على الأحواض الرسوبية التالية: تودني، وتمسنا، وإولميدان، وغاو، ونارا. ويعد حوضا تودني وتمسنا من بين الأهم في الصحراء الكبرى.
وأما عن الثروات المعدنية في أزواد؛ فهناك علامات مشجعة على وجود اليورانيوم، حيث تجري الاستكشافات على قدم وساق. هذه الاستكشافات تنفذ حالياً من قبل شركات عديدة، حيث الدلائل واضحة على وجود احتياطيات لليورانيوم في أزواد. فمنطقة غاو وحدها يُعتقد أنها تحوي 200 طن من اليوارنيوم. وهناك معادن إستراتيجية أخرى من بينها الفوسفات والرصاص والنحاس، كذلك الأحجار الكريمة، مثل، الغارنيت، والبغماتايت، والكوارتز.

## لمحات تاريخية
- 1893م: وصول الاستعمار الفرنسي إلى المنطقة، والذي جوبه بمقاومة شرسة من الطوارق.
- 1959م: اتحاد السودان الفرنسي (والذي غير اسمه إلى جمهورية السودان) مع السنغال، لتأسيس اتحاد مالي.
- 1960م: نيل اتحاد مالي استقلاله عن فرنسا.
- 1960م: انسحاب السنغال من اتحاد مالي، وتحول جمهورية السودان إلى جمهورية مالي.
- 1962م: اندلاع ثورة كيدال نتيجة انتهاكات الجيش المالي.
- 1991م: توقيع اتفاق تمنغست بين الحركات الأزوادية والحكومة المالية.
- 1992م: توقيع المعاهدة الوطنية بين الحركات الأزوادية والحكومة المالية.
- 1996م: نهاية الاشتباكات المسلحة بين الحركات الأزوادية والجيش المالي.
- 2005م: تأسيس حركة التحالف من أجل التغيير، واستئناف القتال ضد الحكومة المالية.
- 2009م: تسليم حركة التحالف من أجل التغير أسلحتها ضمن تسوية تنافس على إعدادها كل من ليبيا والجزائر.
- 2010م: تأسيس الحركة الوطنية الأزوادية.
- 2012م: انطلاق ثورة الكفاح المسلح بقيادة الحركة الوطنية لتحرير أزواد.[21]
- 2012م: إعلان أزواد كدولة مستقلة عن مالي من طرف الحركة الوطنية لتحرير أزواد.
- 2013م: بدء التدخل الفرنسي في أزواد.

## وصلات خارجية
- مقالة: المرامي الحقيقية للتدخل الفرنسي في أزواد.
- فيديو: أطماع شركات النفط الأوروبية والأمريكية في أزواد.